# 長田幹雄
長田 幹雄（ながた みきお、1905年（明治38年）3月1日 - 1997年（平成9年）4月10日）は、岩波書店の元専務、竹久夢二研究者。
1919年（大正8年）に岩波書店に入店以来1972年（昭和47年）に退職するまで、『漱石全集』をはじめとする岩波書店の主要出版物にかかわり、編集・経営の両面において長く同書店の中心的存在であり続けた。｢岩波新書｣の命名者でもある。

## 経歴
長野県諏訪郡豊平村（現・茅野市）生まれ。成人する前に父をなくしたため、高等小学校を14歳で卒業すると上京し、岩波書店に入る。
いわゆる『決定版漱石全集』（1935年 - 1937年刊行）においては、企画から出版まで、小宮豊隆を補佐し、完成に最後まで責任を持った。その一部始終は、以下の「参考文献」にある「編集日記」に綴られているが、小宮は著書『夏目漱石』（岩波書店、1938年）の「序」の最後であえて長田の名前をあげて、謝意を表している。

## 編・著書
- 『夢二日記』 （筑摩書房、1962年）
- 『夢二本』 （日本古書通信社、1974年）[注 2]
- 『夢二と私』 （日本古書通信社、1998年）